# Hirtella magnifolia
Hirtella magnifolia är en tvåhjärtbladig växtart som beskrevs av Ghillean `Iain' Tolmie Prance. Hirtella magnifolia ingår i släktet Hirtella och familjen Chrysobalanaceae. Inga underarter finns listade i Catalogue of Life.